# جنرال دير فليغر
```
الجنرال دير فليغر
 ( 
(
بالإنجليزية
: 
General of the aviators
)‏
 كان 
جنرال
 برتبة 
جنرال فرع
 
للفتوافه
 (سلاح الجو) في 
ألمانيا النازية
 . حتى نهاية 
الحرب العالمية الثانية
 في عام 1945، كانت رتبة الضابط هذه على مستوى ثلاث نجوم ( OF-8 )، أي ما يعادل 
رتبة جنرال
 أمريكي.
```

كانت رتب «جنرال الفرع» من لوفتوافه في عام 1945:
- جنرال قوات المظليين
- جنرال المدفعية المضادة للطائرات
- الجنرال دير فليجر
- جنرال قوات الاتصالات بالقوات الجوية
- جنرال للقوات الجوية

خدمات أخرى

كانت الرتبة مكافئة أيضًا للصفوف الألمانية الثلاث نجوم:
- أميرال كريجسمارينه، أي ما يعادل ( نائب أميرال ) و
- أوبر غروبن فوهرر لفافن إس إس.

## ا
- ألكساندر أندريه (1888-1979)

## ب
- كارل بارلين (1890-1956)
- هيلموث بينيك (1887-1972)
- كارل هاينريش بودينشاتس (1890-1979)
- والتر بوينيك ( 1895-1947 )
- رودولف بوجاتش (1891-1970)
- ألفريد بولويوس (1892-1968)

## C
- فريدريش كريستيانسن (1879-1972)
- فريدريش كوشنهاوزن (1879-1946)
- يواكيم كويلر (1891-1955)

## د
- هاينريش دانكيلمان (1887-1947)
- بول ديشمان (1898-1981)
- إيجون دورستلينج (1890-1965)
- إدوارد درانسفيلد (1883-1964)
- كارل دروم (1893-1968)

## E
- كارل إبيرث (1877-1952)

## F
- هيلموث فيلمي (1885-1965)
- مارتن فيبيج (1891-1947)
- يوهانس فينك (1895-1981)
- فيت فيشر (1890-1966)
- هيلموث فورستر (1889-1965)
- ستيفان فروهليتش (1889-1978)
- هربرت فوترر (1894-1963)

## G
- هانز جيسلر (1891-1966)
- أولريتش غويرت ( 1889-1941 ) تمت ترقيته لاحقًا إلى Generaloberst

## H
- فيلهلم هاهيلنت (1875-1946)
- هانز هالم (1879-1957)
- فريدريش كارل هانس (1892-1975)
- ويلي هرمجانز (1893-1983)
- أوتو هوفمان فون فالداو (1898-1943)

## J
- هانس جيشونيك (1899-1943)، ثم غنرال أوبرست (1942)

## ك
- جوزيف كامهوبر (1896-1986)
- إريك كارلوسكي (1874-1947)
- غوستاف كاستنر-Kirdorf (1881-1945)
- ليونارد كوبيش (1878-1945)
- تمت ترقية ألبرت كيسلرينج (1885-1960) لاحقًا إلى جنرالفيلد مارشال
- أولريش كيسلر (1894-1983)
- كارل كيتزنجر (1886-1962)
- فالديمار كليبك (1882-1945)
- روبرت كناوس (1892-1955)
- كارل كولر (1898-1951)
- ويرنر كريب (1904-1967)

## L
- أوتو Langemeyer (1883-1950)
- هيرمان فون دير ليث تومسن (1867-1942)

## M
- ألفريد ماهنكي (1888-1979)
- فيلهلم ماير (1886-1950)
- رودولف ميستر (1897-1958)
- رُقي إرهارد ميلش (1892–1972) لاحقًا إلى جنرالفيلد مارشال
- ماكس موهر (1884-1966)
- والتر موشوف (1885-1971)

## P
- إريك بيترسن (1889-1963)
- كورت بفلوجبيل (1890-1955)
- ماكسيميليان ريتر فون بوهل (1893-1951)
- ريتشارد بوتزير (1890-1979)

## Q
- إريك كواد (1883-1959)

## R
- جورج رييك (1894-1970)
- هانز ريتر (1893–1991)

## S
- هوغو شميدت (1885-1964)
- فيلهلم شوبرت (1879-1972)
- يوليوس شولز (1889-1975)
- كارل فريدريش شويخارد (1883-1968)
- هانز جورج فون سايدل (1891-1955)
- هانز سيدمان (1902-1967)
- هانز سيبورج (1893-1976)
- فيلهلم سبيدل (1895-1970)

## الخامس
- ألبرت فيرلينج (1887-1969)

## W
- برنهارد وابر (1884-1945)
- فالتر ويكي (1885-1943)
- رودولف Wenninger (1890-1945)
- هيلموث ويلبرج (1880-1941)
- فيلهلم فيمر (1889-1973)
- بودو فون ويتزندورف (1876-1943)
- لودفيج وولف (1886-1950)

## Z
- كونراد زاندر (1883-1947)